# Fairuz Fauzy

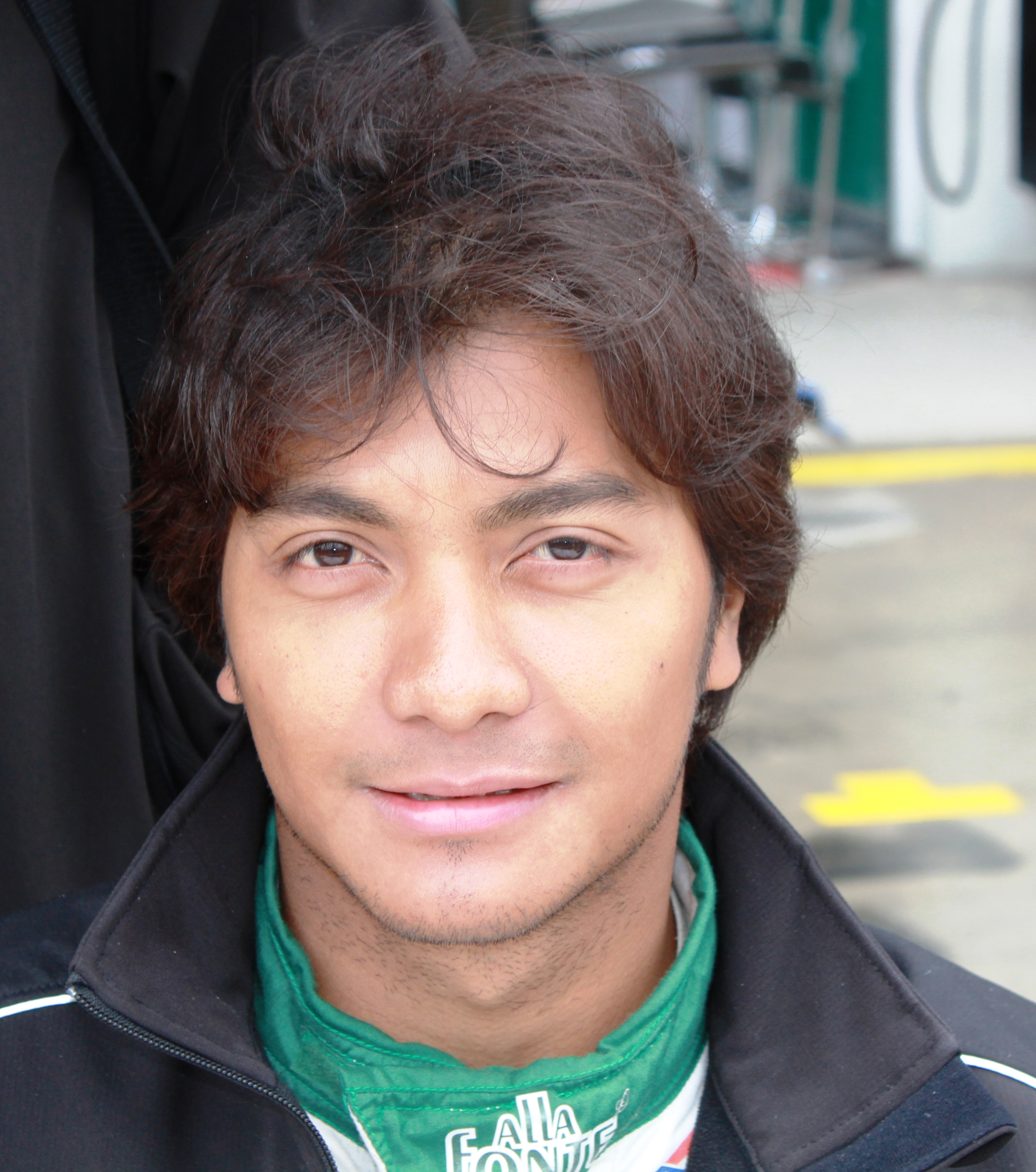
Fairuz Fauzy 2011

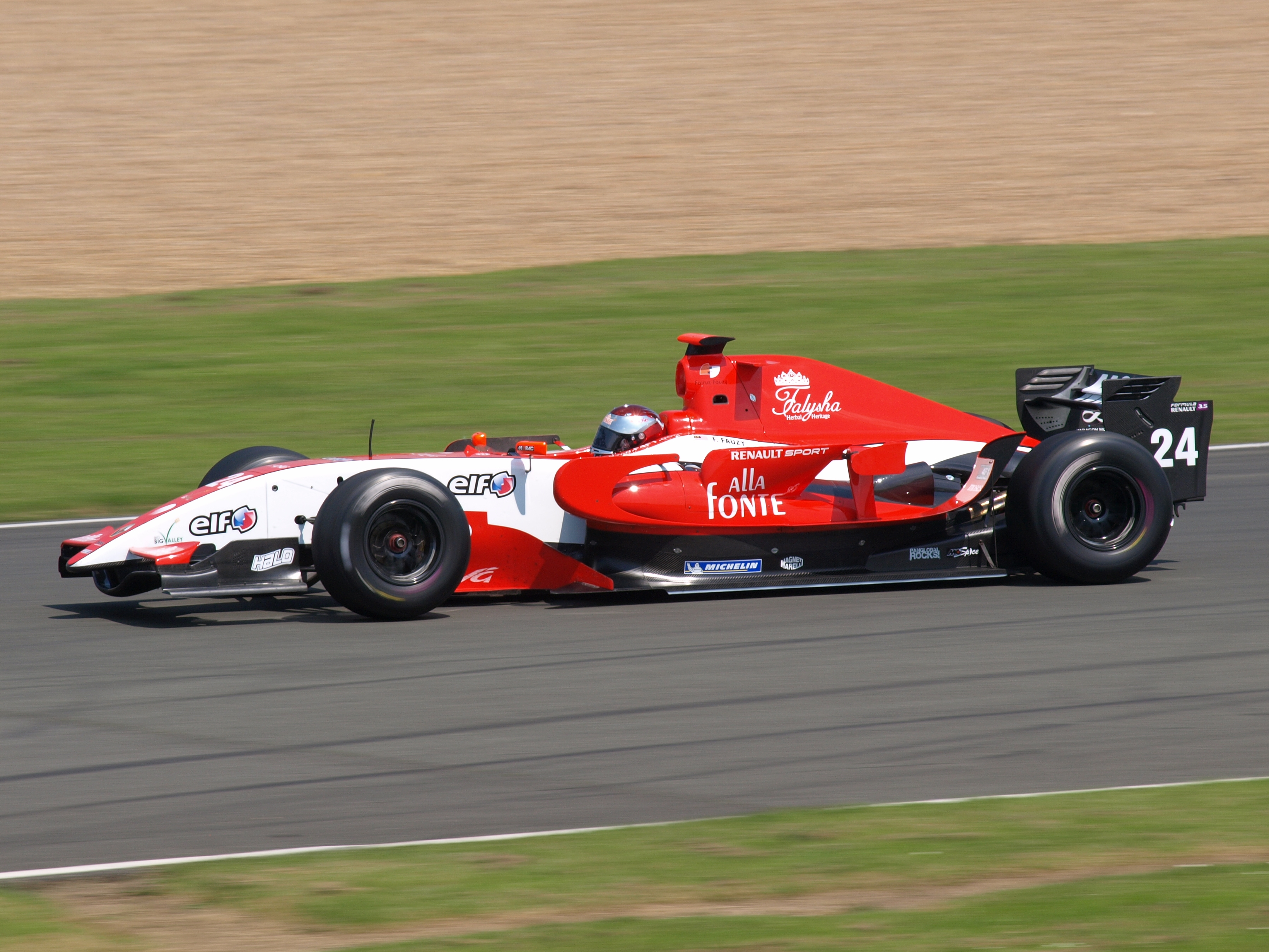
Fairuz Fauzy in der Formel Renault 3.5 2008

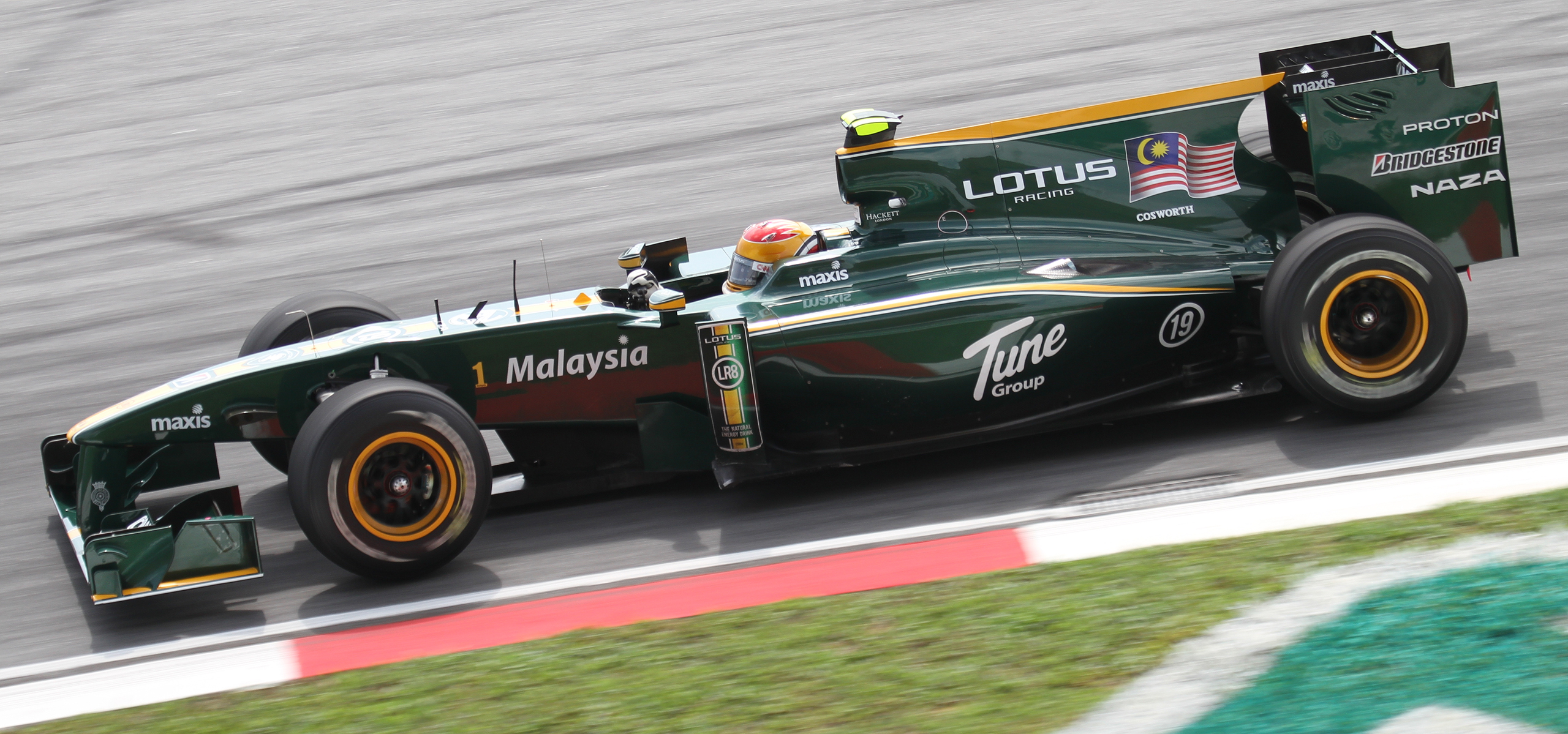
Fairuz Fauzy bei seinem ersten Einsatz im Lotus T127 von Lotus Racing im freien Training zum Großen Preis von Malaysia 2010

Mohamed Fairuz Fauzy (* 24. Oktober 1982 in Kuala Lumpur, Malaysia) ist ein ehemaliger malaysischer Rennfahrer. Er wurde 2009 Vizemeister der Formel Renault 3.5. 2011 nahm er in der GP2-Serie sowie der Formel Renault 3.5 an Rennen teil und war Testfahrer beim Formel-1-Team Renault.

## Karriere
Fairuz begann 1994 mit dem Kartsport, ehe er ab 1999 für zwei Saisons in der britischen Formel Ford an den Start ging. Nachdem er 2000 auch parallel in der britischen Formel Renault gestartet war, blieb der Nachwuchsrennfahrer auch in der folgenden Saison in dieser Serie und belegte den siebten Gesamtrang. 2002 wechselte Fauzy in die nationale Klasse der britischen Formel-3-Meisterschaft und belegte den neunten Gesamtrang in dieser Kategorie. Ab 2003 ging er für zwei Saisons in der britischen Formel-3-Meisterschaft an den Start. Nachdem er in der ersten Saison den 16. Gesamtrang belegt hatte, wurde er 2004 Zwölfter in der Gesamtwertung.
Nach drei Jahren in der britischen Formel 3 wechselte Fauzy 2005 in die neugegründete GP2-Serie und ging als Teamkollege von José María López für das französische DAMS-Team an den Start. Er hielt nicht mit seinem Teamkollegen mit und belegte am Saisonende ohne Punkte erzielt zu haben den 24. Gesamtrang. Nachdem er im Winter an vier Rennen der A1GP-Saison 2005/2006 teilgenommen hatte, wechselte er 2006 zusammen mit López zu Super Nova Racing. Fauzy schaffte es erneut nicht, mit López mitzuhalten, und belegte am Saisonende punktelos den 24. Gesamtrang.
Trotz schwacher Leistungen in der GP2-Serie wurde Fauzy 2007 als Formel-1-Testfahrer von Spyker F1 verpflichtet. Parallel zu seinem Formel-1-Engagement ging Fauzy 2007 für Cram Competition in der Formel Renault 3.5 an den Start. Mit zwei zweiten Plätzen als beste Resultate belegte Fauzy am Saisonende den elften Gesamtrang. Im Winter startete Fauzy bei sechs Rennen der A1GP-Saison 2007/2008. Außerdem kehrte er zu Super Nova Racing zurück und startete in der ersten Saison der GP2-Asia-Serie. Im Gegensatz zu seinen Ergebnissen in der GP2-Serie fuhr er in der GP2-Asia-Serie vorne mit und gewann ein Rennen in Citeureup. Am Saisonende belegte er den vierten Gesamtrang.
Nach den ersten zwei Rennwochenenden der Formel Renault 3.5 wurde Fauzy als Ersatz für Julian Theobald von Fortec Motorsport verpflichtet. Mit einem dritten Platz belegte er am Saisonende den 18. Gesamtrang. Im Winter startete Fauzy bei zwölf von 14 Rennen der A1GP-Saison 2008/2009. Mit einem Sieg, den er beim ersten Rennen erzielte, belegte das malaysische A1 Team am Saisonende den sechsten Gesamtrang. 2009 blieb Fauzy bei Fortec Motorsport, die sich während der Saison in Mofaz Racing umbenannt hatten, und bestritt seine dritte Saison in der Formel Renault 3.5. Obwohl er nur ein Rennen auf dem Hungaroring gewann, sicherte er sich am Saisonende den Vizemeistertitel hinter Bertrand Baguette.
Für die Formel-1-Saison 2010 wurde Fauzy als Test- und Ersatzfahrer von Lotus Racing verpflichtet. In dieser Funktion gab er bei seinem Heimrennen, dem Großen Preis von Malaysia, sein Debüt an einem Formel-1-Wochenende und fuhr das erste freie Training. Insgesamt wurde er an fünf Grand-Prix-Wochenenden eingesetzt. In der GP2-Serie kehrte Fauzy 2011 zu Super Nova Racing zurück und trat wieder zu Rennen an. Er nahm sowohl an der GP2-Asia-, als auch an der GP2-Serie teil. In der GP2-Asia-Serie wurde er 14. In der GP2-Serie belegte er mit einem fünften Platz als bestes Resultat den 18. Gesamtrang. Teamintern verlor er das Duell gegen seine Teamkollegen Luca Filippi und Adam Carroll, die jeweils nur eine halbe Saison bestritten. Darüber hinaus nahm Fauzy für den familiären Rennstall Mofaz Racing seit dem fünften Rennwochenende an der Formel Renault 3.5 teil. Mit einem dritten Platz als einziges Punkte-Resultat lag er am Saisonende auf dem 22. Platz in der Fahrerwertung und war damit schlechtester Pilot des Teams. Außerdem war Fauzy 2011 in der Formel 1 Testfahrer von Renault.

## Statistik

### Karrierestationen
| - 1994–1998: Kartsport - 1999: Britische Formel Ford - 2000: Britische Formel Ford (Platz 20) - 2001: Britische Formel Renault (Platz 7) - 2002: Britische Formel 3, nationale Klasse (Platz 9) - 2003: Britische Formel 3 (Platz 16) - 2004: Britische Formel 3 (Platz 12) - 2005: GP2-Serie (Platz 24) | - 2006: A1 Grand Prix - 2006: GP2-Serie (Platz 24) - 2007: Formel Renault 3.5 (Platz 11) - 2007: Formel 1 (Testfahrer) - 2008: A1 Grand Prix - 2008: GP2-Asia-Serie (Platz 4) - 2008: Formel Renault 3.5 (Platz 18) - 2009: A1GP | - 2009: Formel Renault 3.5 (Platz 2) - 2010: Formel 1 (Testfahrer) - 2011: GP2-Asia-Serie (Platz 14) - 2011: GP2-Serie (Platz 18) - 2011: Formel Renault 3.5 (Platz 22) - 2011: Formel 1 (Testfahrer) |